# Cruria latifascia
Cruria latifascia là một loài bướm đêm trong họ Noctuidae.